# Altıntaş
Ne pas confondre avec Altıntaş, village situé dans le district de Midyat en Turquie.
Altıntaş est une ville et un district de la province de Kütahya dans la région égéenne en Turquie.